# Volčja češnja
Volčja češnja (znanstveno ime Atropa belladonna) je visoka zelnata trajnica, katere listi in plodovi so zelo strupeni. Vsebujejo atropin in sorodne alkaloide. Spada v družino razhudnikovk, kamor prištevamo na primer tudi krompir, jajčevec, paradižnik in tobak.
Raste v Evropi, Severni Ameriki, Aziji in ponekod v Južni Ameriki. Uspeva zlasti na gozdnih obronkih. 
Pri otrocih povzroči že 3-5 zaužitih plodov smrt v roku okoli 14 ur zaradi blokade dihanja. Smrtna količina za odrasle je okoli 10 plodov. Učinek traja do 4 ure. Zastrupitve z listi rastline nastopijo pri približno 0,3 grama.

## Opis
Volčja češnja ali Atropa belladonna je strupena zelnata trajnica iz družine razhudnikovk (Solanaceae). Lastnosti te družine so enostavni, celi ali deljeni listi, spiralno razvrščeni po steblu. Cvetovi so dvospolni, večinoma zvezdasti s petimi čašnimi in petimi venčnimi listi, ki so med seboj vsaj do polovice zrasli. Cvet ima eno nadraslo plodnico, plod pa je mnogosemenska glavica ali jagoda.  
Korenina je debela in mesnata, belkaste barve, dolga okrog 15 cm ter razvejana. Deblo je vijoličasto obarvano, krepko, visoko do 150 cm (občasno tudi do 180 cm). Pri izhodišču je nedeljeno, vendar se nad tlemi rahlo deli na tri (redkeje na dve ali štiri) veje, ki se nato dalje prosto vejijo. Listi so ovalni, suličasti pri vrhu in celi ter se zmanjšajo v kratek pecelj. So dolgočasne zelene barve in neenakih velikosti, dolgi od 8 do 25 cm. Spodnji listi rastejo posamezno, medtem ko zgornji rastejo v parih, v katerih je en list veliko večji od drugega. Po deblu so nameščeni dvoredno. Cvetovi se pojavijo junija in julija, rastejo posamično ob listih in cvetijo do zgodnjega septembra. So mračno škrlatne barve, veliki, viseči in zvončkasti. Sestavljeni so iz 5 venčnih in 5 čašnih listov. Čašni listi obdajajo spodnji del jagode, ki zori  septembra, ko dobi sijočo črno    barvo in je velikosti majhne češnje. Vsebuje večje število semen v temnem soku. Po teh bleščečih črnih jagodah volčjo češnjo tudi najlaže prepoznamo.  
Od ostalih razhudnikovk jo ločijo naslednji znaki: je zelnata rastlina s posamičnimi cevastimi cvetovi, venčne krpe so krajše od venčne cevi, steblo je močno razvejeno, visoko do 150 cm. Listi so celi in celorobi. 
Raste v zahodni, srednji in južni Evropi, severni Aziji ter Severni Ameriki.  
Zdrobljena sveža rastlina oddaja neprijeten vonj, ki s sušenjem skoraj izgine. Listi, tako sveži kot posušeni, imajo grenak okus, medtem ko so jagode sladke. 

## Vsebovane substance
Vsebuje tropanske alkaloide – atropin (racemat L-hiosciamina in D-hiosciamina), L-hiosciamin, skopolamin, apoatropin, beladonin, nikotin in 1-metilpirolin. Poleg teh alkaloidov vsebuje še skopoletin, nek proteolitični encim, piridin, holin, fitosterol, asparagin, jantarno kislino, čreslovine ter kalcijev oksalat. Alkaloidi so prisotni v vseh delih rastline, od korenine pa do cveta, kar pomeni, da je strupena celotna rastlina, ne le en del. Listje vsebuje vsebuje 0,5-1,5 %, korenina okoli 0,85 %, semena 0,8 %, plodovi 0,65 % in cvetovi okoli 0,4 % alkaloidov.

## Delovanje in uporaba
Tropanski alkaloidi imajo antiholinergične lastnosti, t. j. inhibirajo prenos parasimpatičnih živčnih signalov in to tako, da inhibirajo vezavo acetilholina na njegov receptor. To pri ljudeh povzroči povišano telesno temperaturo zaradi manjšega izločanja potu, manjše izločanje sline, relaksacijo mišic mehurja in maternice, neenakomeren in/ali hitrejši srčni utrip, želodčne krče in halucinacije. Pri nižjih odmerkih lahko delujejo zdravilno.
Atropin je racemna zmes L-hiosciamina in D-hiosciamina, čeprav ima L-hiosciamin glavni fiziološki učinek. Deluje kot kompetitivni antagonist acetilholina na muskarinskih receptorjih.

### Atropin
Atropin zviša frekvenco proženja sinoatrialnega vozla in prevodnost atrioventrikularnega vozla srca, nasprotuje vagusnemu živcu, inhibira aktivna mesta acetilholinskih receptorjev in zmanjša bronhialno izločanje. Splošno gledano zniža parasimpatično aktivnost vseh mišic in žlez, ki jo nadzira parasimpatično živčevje.  
Uporabljamo ga, večinoma v obliki sulfata, kot midriatik (razširja zenice), antisialagog (zmanjša izločanje sline), pri preobilnem izločanju želodčnega soka, kot antiastmatik, antispazmodik, antiemetik, pri Parkinsonovi bolezni, pri vnetjih šarenice in roženice, kot protistrup pri zastrupitvah z muskarinom, živčno-paralitičnimi bojnimi strupi ali nekaterimi rastlinskimi škropivi. Deluje tudi narkotično in povzroča halucinacije. 
V  oftalmologiji atropin uporabljamo kot midriatik za razširitev  zenice in da začasno paraliziramo  akomodacijski refleks. Midriazo povzroči tako, da inhibira kontrakcijo mišice ožilke, ki jo normalno stimulira acetilholin, in tako dovoli skrčenje mišice širilke, ki razširi zenico. Akomodacijski refleks inhibira tako, da paralizira ciliarno mišico, ki inhibira akomodacijo leče, da lahko učinkovito pregledamo očesno ozadje. Slabost atropina je njegovo počasno izločanje iz telesa (7-14 dni), pri kratkotrajnih pregledih pa uporabljamo druge midriatike. Lahko ga apliciramo bolnikom za zdravljenje več oblik travm. Injekcije atropina uporabljamo pri zdravljenju  bradikardije  (nizke frekvence srca),  asistole  in srčne blokade. Atropin namreč zavira parasimpatično delovanje vagusnega živca, ki teži k znižanju srčnega utripa in s tem pospeši srčno aktivnost. Navadno je odmerek atropina 0,5 do 1 mg intravenozno na tri do pet minut do največjega odmerka 3 mg/kg v primeru simptomatske bradikardije.
Atropin je tudi učinkovit pri nekaterih napakah srčnih vozlov. Po navadi ni učinkovit pri His-Purkinyevemu snopu. Atropin je koristen tudi pri ishemiji, povzročeni pri prevodni muskulaturi, ker poveča zahtevo po kisiku v atrioventrikularnem prevodnem tkivu in s tem prepreči ishemijo srca. Atropin zaradi zaviranja parasimpatika inhibira izločanje  sline,  znoja  in  mukusa. Ta učinek je lahko koristen pri zdravljenju  hiperhidroze. Kljub temu da atropin  za zdravljenje hiperhidroze še ni bil potrjen s strani FDA, so ga v ta namen že uporabljali nekateri zdravniki.
Atropin uporabljamo kot  protistrup  pri zastrupitvah z  organofosfati, ki jih najdemo v  insekticidih  in  živčnih strupih. Organofosfati namreč inhibirajo  acetilholin-esterazo  in pride do nevarnost zastrupitve z acetilholinom zaradi povišane koncentracije v  sinaptični  reži. Ker atropin izpodriva acetilholin na receptorjih, deluje kot protistrup. Pogosto ga uporabimo skupaj s pralidoksim kloridom. Injiciramo ga v stegensko mišico. 
V večji odmerkih je atropin smrtno nevaren: LD50 je 453 mg atropina, zaužitega peroralno.

### Skopolamin
Skopolamin zavira osrednje in parasimpatično živčevje. Uporabljamo ga kot midriatik, antiemetik pri morski bolezni in nosečniški slabosti (v obliki transdermalnega obliža), antispazmodik, analgetik, sedativ, hipnotik, narkotik (najpogosteje kot dodatek drugim narkotikom) in antisialagog.  Delovanje temelji na enakem principu kot pri atropinu – ima antiholinergične lastnosti.

### L-hiosciamin
L-hiosciamin prav tako deluje kot antagonist acetilholina na muskarinskih receptorjih. Uporabljamo ga za lajšanje gastrointestinalnih težav, med drugim krčev, peptičnih razjed, razdraženega črevesja, pankreatitisa, kolike ipd. Prav tako pomaga pri lajšanju nekaterih srčnih težav, umirja določene simptome Parkinsonove bolezni in kontrolira respiratorno sekrecijo. Mehanizem delovanja je enak kot pri atropinu in skopolaminu.

### Neželeni učinki
Neželeni učinki so lahko suha usta in žrelo, bolečine v očesu, meglen vid, omotica, aritmija in omedlevica. Prevelik odmerek lahko povzroči glavobol, slabost, bruhanje, dezorientacijo, halucinacije, evforijo, vzburjenost, kratkotrajno izgubo spomina in v ekstremnih primerih tudi komo. Evforični in seksualni efekti so močnejši kot v primeru atropina, ampak šibkejši kot pri skopolaminu. 
Ostali alkaloidi in druge snovi, prisotne v Atropi belladonni, so prisotne v zelo malih količinah in nimajo pomembnejših farmakoloških učinkov.

## Klinične raziskave
Klinični preizkusi so pokazali, da alternativna uporaba atropina v primeru zastrupitve z organofosfati prinaša nekatere prednosti. Sublingvalni vnos atropinijevega sulfata se je izkazal kot hitrejši pri dosegu učinka, prav tako je takšen način vnosa lažji v primeru velikega števila ljudi, še posebej sedaj, ko se je ob vedno večji nevarnosti terorističnega napada z živčnimi plini pokazala potreba po lažjem in hitrejšem vnosu. Prav tako se je za učinkovitega izkazal nano atropinijev sulfat, ki so ga na Fakulteti za farmacijo v New Delhiju razvili v obliki  inhalatorja s suhim praškom. Sicer je bila njihova testna skupina zelo majhna (6 posameznikov), vendar se je pri vseh terapevtski nivo v krvi dosegel hitreje kot pa pri konvencionalnem intramuskularnem vnosu.  
Ameriška klinična raziskava je preiskovala vnos skopolaminijevega hidrobromida v obliki pršila za pod jezik  v primeru potovalne bolezni. Raziskava je potekala na zajcih, pokazala pa je, da je takšen vnos možna alternativa (glede na to da peroralni in transdermalni vnos nista primerna) pri lajšanju slabosti in bruhanju. 
Obstaja veliko člankov na temo zdravljenja peptične razjede z antiholinergiki, v katerih se kot antiholinergik pojavlja L-hiosciamin. Vendar pa nobena izmed teh raziskav ne dokaže ali ovrže njegove učinkovitosti v zmanjšanju količine izločene želodčne kisline in zmanjšanju simptomov bolezni.